# Виллем II (футбольный клуб)
«Виллем II» (нидерл. Willem II) — нидерландский профессиональный футбольный клуб из города Тилбург. Был основан 12 августа 1896 года под названием «Тилбюргия», но был переименован 12 января 1898 года в «Виллем II», в честь короля Нидерландов и великого герцога Люксембургского Виллема II. Домашние матчи команда проводит на стадионе «Виллем II», его вместимость составляет 14,7 тысяч зрителей.
В сезоне 2024/25 клуб занял 16-е место в Эредивизи и через стыковые матчи выбыл в Эрстедивизи — Первый дивизион Нидерландов. «Виллем II» трижды становился чемпионом Нидерландов и дважды выигрывал Кубок страны, кроме того, клубу принадлежит рекорд по забитым голам в финале кубка — 9 голов. Всего, начиная с 1956 года, в высшем дивизионе чемпионата Нидерландов команда провела 47 сезонов.
Главный тренер команды — Джон Стегеман.

## История

### 1896—1923
В 1896 году студент амстердамского среднего технического училища Герард де Рёйтер, который проходил стажировку в городе Тилбург, решил основать футбольную команду, хотя в то время в провинции Северный Брабант, куда входил город Тилбург, футбол не был столь популярен. 12 августа 1896 года в кафе «Маринус», Де Рёйтер и ещё двенадцать человек основали клуб, который получил название «Тилбюргия». В апреле 1897 года у клуба появился первый президент, им стал Фриц ван ден Берг. Первый официальный матч команды провела 27 сентября 1897 года в Тилбурге, соперником «Тилбюргии» стала команда «Брабантия» из города Бреды.
12 января 1898 года клуб был переименован в «Виллем II», в честь короля Нидерландов и великого герцога Люксембургского Виллема II, который умер в Тилбурге в 1849 году. Первоначально команда выступала только в различных областях и в своём городе, но и тогда команды выступала только в Футбольной Федерации Брабанта. В 1904 году «Виллем II» присоединился к Нидерландской Футбольной Ассоциации.
В сезоне 1915/16 «Виллем II» вновь одержал победу в своей Южной лиге и вышел в плей-офф первенства Нидерландов, где команде предстояло сыграть с победителями двух других лиг. На востоке чемпионом стал клуб «Гоу Эхед» из города Девентера, а на западе первое место заняла роттердамская «Спарта». Чемпион должен был определиться в Девентере, где «Виллему» предстояло встретиться с местным клубом «Гоу Эхед». На решающий матч, состоявшийся 1 июня, пришло более 6 тысяч зрителей. На игру против «Гоу Эхеда» вышли следующий игроки: Валтер ван ден Берг, Харри ван Гервен, Луи Марсе, Пим Верслёйс, Харри Моммерс, Луи Схолларт, Харри ван Астен, Йос ван Сон, Тон ван Сон, Тинус ван Бёрден и Еф Бриайре. Игра завершилась непростой победой «Виллема II» с минимальным счётом 0:1, таким образом команда набрала два очка и опередила «Гоу Эхед». В общей таблице, «Виллем II» набрал в четырёх матчах пять очков и занял первое место, тогда как «Гоу Эхед» остался лишь на втором месте с четырьмя очками. «Виллем II» отправился домой в ранге чемпионов страны, на вокзале в Тилбурге команду встречало несколько тысяч болельщиков.

## Достижения
- Первый класс (до 1955) / Высший дивизион (после 1956): 3
  - 1915/16, 1951/52, 1954/55
- Первый дивизион Нидерландов: 4
  - 1956/57, 1964/65, 2013/14, 2023/24
- Кубок Нидерландов: 2
  - Победитель (2): 1944, 1963
  - Финалист (2): 2005, 2019

## Основной состав

### Команда
| №  |                  | Поз. | Имя                      | Год рождения |
| -- | ---------------- | ---- | ------------------------ | ------------ |
| 1  | Флаг Франции     | Вр   | Тома Дидийон             | 1995         |
| 3  | Флаг Нидерландов | Защ  | Финн Стам                | 2003         |
| 4  | Флаг Нидерландов | Защ  | Юстин Хогма              | 1998         |
| 5  | Флаг Исландии    | Защ  | Рунар Тоур Сигюргейрссон | 1999         |
| 6  | Флаг Нидерландов | ПЗ   | Гейс Бесселинк           | 2004         |
| 7  | Флаг Нидерландов | Нап  | Ник Додеман              | 1996         |
| 9  | Флаг Нидерландов | Нап  | Девин Хан                | 2004         |
| 10 | Флаг Нидерландов | ПЗ   | Яри Схюрман (капитна)    | 1997         |
| 11 | Флаг Германии    | Нап  | Эмилио Керер             | 2002         |
| 14 | Флаг Нидерландов | Защ  | Йенс Матейсен            | 2007         |
| 19 | Флаг Нидерландов | ПЗ   | Уриэл ван Алст           | 2006         |

| №  |                  | Поз. | Имя                 | Год рождения |
| -- | ---------------- | ---- | ------------------- | ------------ |
| 21 | Флаг Нидерландов | Вр   | Ваутер ван дер Стен | 1990         |
| 22 | Флаг Нидерландов | ПЗ   | Пер ван Лон         | 2004         |
| 23 | Флаг Нидерландов | ПЗ   | Макс де Вал         | 2002         |
| 24 | Флаг Индонезии   | Защ  | Натан Тью-А-Он      | 2001         |
| 25 | Флаг Бельгии     | Защ  | Микаэл Тирпан       | 1993         |
| 27 | Флаг Нидерландов | ПЗ   | Дани Матьё          | 2001         |
| 28 | Флаг Нидерландов | Нап  | Томас Верхейдт      | 1992         |
| 30 | Флаг Австрии     | Защ  | Рафаэль Бегунек     | 1997         |
| 31 | Флаг Нидерландов | Вр   | Карст де Леу        | 2004         |
| 34 | Флаг Нидерландов | ПЗ   | Амине Лачкар        | 2003         |
| 44 | Флаг Нидерландов | Защ  | Нилс ван Беркел     | 2001         |

### Тренерский штаб
| Должность        | Имя             |
| ---------------- | --------------- |
| Главный тренер   | Джон Стегеман   |
| Тренер-ассистент | Паскал Диндер   |
| Тренер вратарей  | Петер ден Оттер |

## Трансферы сезона 2025/26

### Пришли
| Поз. | Игрок               | Прежний клуб  | Стоимость/статус трансфера |
| ---- | ------------------- | ------------- | -------------------------- |
| Вр   | Ваутер ван дер Стен | Хелмонд Спорт | Свободный агент            |
| Защ  | Юстин Хогма         | Хераклес      |                            |
| Защ  | Нилс ван Беркел     | ВВВ-Венло     | Окончание аренды           |
| Защ  | Натан Тью-А-Он      | Суонси Сити   | Свободный агент            |
| Защ  | Финн Стам           | Йонг АЗ       | Арендован до 30 июня 2026  |
| ПЗ   | Яри Схюрман         | Дордрехт      | Свободный агент            |
| ПЗ   | Макс де Вал         | ВВВ-Венло     | Окончание аренды           |
| ПЗ   | Гейс Бесселинк      | Твенте        | Арендован до 30 июня 2026  |
| Нап  | Девин Хан           | Фейеноорд     | 675 тыс. евро              |
| Нап  | Томас Верхейдт      | Чорум         | Свободный агент            |

### Ушли
| Поз. | Игрок               | Новый/прежний клуб | Стоимость/статус трансфера |
| ---- | ------------------- | ------------------ | -------------------------- |
| Вр   | Мартен Схют         | УНА (Велдховен)    | Свободный агент            |
| Вр   | Коннор ван ден Берг |                    | Свободный агент            |
| Защ  | Томми Сен Яго       | Мехелен            | Свободный агент            |
| Защ  | Роб Низет           |                    | Свободный агент            |
| Защ  | Эрик Схаутен        |                    | Свободный агент            |
| Защ  | Миодраг Пиваш       | Ньюкасл Юнайтед    | Окончание аренды           |
| ПЗ   | Сиссе Сандра        | Брюгге             | Окончание аренды           |
| ПЗ   | Деннис Кайгын       | Рапид (Вена)       | Окончание аренды           |
| ПЗ   | Амар Фатах          | Труа               | Окончание аренды           |
| ПЗ   | Борис Ламберт       | Кортрейк           | Арендован до 30 июня 2026  |
| ПЗ   | Ринго Мервелд       | Херенвен           | 800 тыс. евро              |
| ПЗ   | Йессе Босх          | Катовице           | Свободный агент            |
| Нап  | Патрик Йостен       |                    | Свободный агент            |
| Нап  | Киан Васен          | Вестерло           | Окончание аренды           |
| Нап  | Юссуф Силла         | Шарлеруа           | Окончание аренды           |
| Нап  | Джереми Бокила      | Ливингстон         | Свободный агент            |
| Нап  | Халед Разак         | Йонг Спарта        |                            |

## Форма

### Домашняя
| 2016/17 | 2017/18 | 2018/19 | 2019/20 | 2020/21 | 2023/24 | 2024/25 |

### Гостевая
| 2016/17 | 2017/18 | 2018/19 | 2020/21 | 2023/24 | 2024/25 |

### Резервная
| 2016/17 | 2017/18 | 2020/21 | 2023/24 |

Источники:,